# Nikriti
En el marco de la mitología hindú, Nikṛiti se refiere a dos personajes:

## Masculino
- Nikriti, uno de los 8 Vasus.[2]

## Femenino
- Nikriti es hija de Adharma (ateísmo, ‘irreligión’) y Mrisa (mentira), hermana de Dambha (engaño) y madre de Lobha (codicia).[3]
- Según otra escritura, es hija de Dambha y hermana de Lobha.[1][4]

## Etimología
- nikṛiti, en el sistema AITS (alfabeto internacional para la transliteración del sánscrito).
- निकृति, en escritura devanagari del sánscrito.
- Pronunciación: /nikríti/.[1]
- Etimología:[1]
  - conducta mala, bajeza, deshonestidad, fraude, maldad[5]
  - engañoso, deshonesto,[1][6]
  - reproche, reprimenda
  - rechazo, eliminación
  - pobreza, indigencia.